# موسیقی ایرانیان
موسیقی ایرانیان یک وبگاه خبری تحلیلی موسیقی فارسی‌زبان در ایران است که از ۲۹ دی ماه ۱۳۸۶ به صورت رسمی آغاز به کار کرده‌است. یکی از اهداف مهم سایت خبری و تحلیلی «موسیقی ایرانیان» ارائه اخبار و گزارش‌های کاملی از وقایع موسیقی رسمی کشور با رویکردی خبری و به دور از هر گونه سلیقهٔ شنیداری و وابستگی به جناح هنری یا سیاسی خاص است. این وبگاه طی سال‌های ۱۳۹۰، ۱۳۹۲، ۱۳۹۳ و ۱۳۹۴ در جشنواره وبلاگ‌ها و سایت‌های موسیقی ایران عنوان بهترین وب‌سایت موسیقی برگزیده شده‌است. امین موسوی نویسنده و سردبیر این وبسایت، در ۷ بهمن ۱۳۹۴ به علت ایست قلبی درگذشت.

## بین‌الملل
این وبگاه در پاییز ۱۳۸۹ به منظور پوشش اخبار موسیقی کشور به زبان انگلیسی، بخش انگلیسی خود را راه اندازی کرد.

## جوایز
- مجلهٔ برگزیده به انتخاب داوران در جشنواره وب ایران ۱۳۹۰.[۶]
- وبسایت برگزیده دورهٔ اول جشنواره سایت‌ها و وبلاگ‌های موسیقی.[۷]
- وبسایت برگزیده دورهٔ سوم جشنواره سایت‌ها و وبلاگ‌های موسیقی.[۸]
- وبسایت برگزیده دوره چهارم جشنواره سایت‌ها و وبلاگ‌های موسیقی.[۹][۱۰][۱۱]
- وبسایت برگزیده دورهٔ پنجم سایت‌ها و وبلاگ‌های موسیقی.[۱۲]

## مجله موسیقی ایرانیان
این مجموعه توانست ۹ شماره مجله به صورت اینترنتی منتشر نماید که در شمارهٔ نهم با افراد شاخصی همچون صادق طباطبایی، پری ملکی، محسن یگانه، همای، محمد معتمدی مصاحبهٔ اختصاصی داشته‌است.